# Oksimetazolin
Oksimetazolín je učinkovina, ki deluje kot alfaadrenergični agonist in se uporablja kot vazokonstriktor in dekongestiv v pripravkih za oči in nos.
Je derivat imidazola. Sintetizirali so ga na osnovi  ksilometazolina leta 1961. Je neposredni simpatomimetik,  ki se veže predvsem na adrenergična receptorja α1 in α2 ter ju tako aktivira.

## Mehanizem delovanja
Oksimetazolin je simpatikomimetik, in sicer deluje kot alfaadrenergični agonist. Učinek na betaadrenergične receptorje, če sploh, je majhen.
Z delovanjem na adrenergične receptorje povzroči skrčenje arteriol in kapilar v nosni sluznici ter s tem zmanjša nabreklost nosne sluznice in izločanje izcedka. Zamašenost nosu se tako zmanjša zaradi skrčenja žil (vazokonstrikcije) po dveh poteh: poveča se premer svetline v dihalnih poteh, nastanek izcedka pa se zmanjša zaradi zožitve postkapilarnih venul. Upor v nosnem delu dihalne poti se zmanjša do 35,7 %, pretok krvi v nosni sluznici pa se zmanjša do 50 %.
Tako lajša dihanje skozi nos, odpira vhode v nosne in obnosne votline, izboljša prehodnost evstahijeve cevi ter blaži spremljajoče znake nahoda.

## Klinična uporaba
Oksimetazolin se kot dekongestiv v obliki pripravkov za nos (v kapljicah ali pršilu za nos) uporablja pri:
- akutnem rinitisu,
- alergijskem rinitisu,
- rinosinuzitisu (vnetju sluznice nosu in obnosnih votlin),
- endoskopskih kirurških posegih v nosu za zmanjšanje otekline nosne sluznice in krvavitve,
- vnetju srednjega ušesa za izboljšanje delovanja evstahijeve cevi.

Ponekod se oksimetazolin uporablja zaradi vazokonstriktornega delovanja tudi v oftalmologiji v obliki kapljic za oči, in sicer pri pordelih očeh oziroma vnetju veznice, ki ga ne povzroča okužba ali alergija.
V obliki enoodstotne kreme se v ZDA uporablja topično za lajšanje vztrajne obrazne rdečine pri rozacei.

## Kontraindikacije
Lokalni dekongestivi, kot je oksimetazolin, so kontraindicirani pri atrofičnem alergijskem rinitisu.

## Neželeni učinki
Pri pogosti ali dolgotrajni uporabi se lahko učinek zdravila zmanjša, stanje zamašenosti nosu pa se lahko ob prenehanju uporabe poslabša – pride lahko namreč (po nekaterih podatkih že po tridnevni uporabi) do z zdravili povzročene kongestije nosne sluznice.